# Аждар Исмайлов
Аждар Тагъ оглу Исмайлов (на азербайджански: Əjdər Tağı oğlu İsmayılov, на руски: Аждар Таги оглу Исмайлов) е азербайджански и съветски учен, доктор на филологическите науки, професор.
Той е сред онези 91 интелектулци, които подписват обща декларация през пролетта на 1992 г., с което са считани за създатели на партия „Нов Азербайджан“ (Нова азербайджанска партия, НАП).

## Биография
Исмайлов е роден на 23 април 1938 г. в с. Чомахтур, Шарурски район, Нахичеванска АССР, Азрбайджан, СССР. През 1961 г. завършва Филологическия факултет на Азербайджанския държавен университет. През 1963 – 1965 г. учи в Азербайджанския държавен институт за театър във Факултета по режисьорство, студент е на режисьора Мехди Мамедов и актьора Рза Тахмасиб.
През 1961 – 1977 г. работи като учител, директор на училище, сътрудник на вестник „Шерг гапъсъ“ (Şərq qapısı – „Източна врата“) в с. Чомахтур, а през 1977 – 1994 г. е преподавател, старши преподавател, доцент и професор в Катедрата по литература на Нахичеванския държавен университет.

## Дейност

### Научна дейност
През 1969 г. е дисертант в Института за литература „Низами“ при Академията на науките на Азербайджанската ССР. През 1974 г. под научното ръководство на академик Мамед Ариф Дадашзаде подготвя и защитава кандидатската си дисертация на тема: „Историческите драми на Хусейн Джавид Peyğəmbər („Пророк“), Topal Teymur („Куцият Тимур“), Səyavuş („Сиявуш“), Xəyyam („Хайям“)“.
През 1982 г. започва изследване за докторска дисертация на тема „Творчеството на Хусейн Джавид и традицията на демонизма в световната литература“, одобрена от Научния съвет на Литературния институт „Низами“. Тук за разлика от литературоведи, които свързват азербайджанския романтизъм със събитията от 1905 – 1917 г., е посочено, че изворът на Джавидския романтизъм започва от философията на Зарван („Авеста“) и привързаността на поета мислител към творческия път на корифеите на световната литература начело с турската танзиматска литература е изследвана в контекста на демонизма. В труда се изследват въпроси за продължаването и развитието на традициите на демонизма в световния романтизм в наследието на Х. Джавид. Аждар Исмайлов открива идеологическо-философските, художествено-митологичните корени на творчеството на Х. Джавид и изучава националните и общочовешките страни на изкуството на майстора.
С тази дисертация А. Исмайлов дава отговор на местни прочути учени, които не виждат Х. Джавид сред гигантите на световната литература и не могат да разберат философията на демонизма. Ярък пример за това са изказвания на прочути учени по световна литература, поканени от Москва и Грузия. Особено интересно е изказването на официалния опонент от Москва А. Л. Штейн: „Ние като специалисти по романтическа литература преди тази дисертация мислехме, че световният романтизъм е завършен още през XIX век. Оказва се в XX век е творир гениалният майстор Хусейн Джавид“.

### Педагогическа дейност
През 1961 г. след завършване на АДУ започва педагогическата си дейност в осемкласното училище в родното си село Чомахтур.
През 1974 – 1977 г. с личната му инициатива то се превръща в средно образователно училище. Има голяма заслуга за построяването на двуетажната училищна сграда със съвременно оборудване, където сам работи като директор.
През 1977 г. А. Исмайлов по покана на партийния комитет на автономната област започва работа в Нахичеванския държавен педагогически институт „Юсиф Мамедалиев“. През 1977 – 1994 г. работи в Катедрата по литература и от длъжност преподавател стига до професор.

### Обществено-политическа дейност
В първия брой на военно-фронтовия вестник „Шарур доюшур“ („Шарур воюва“), основан през ноември 1990 г., е публикувана статията на А. Исмайлов „Имперските войски са на Нахичевански граници“, в която се представя окупаторската политика на Кремъл.
На 21 април 1992 г. в навечерието на президентските избори в Република Азербайджан той организира събор на населението и издига кандидатурата на Гейдар Алиев. Приетото решение се съобщава на дружество „Елиндже“, което по всякакъв начин помага на воюващия Нахичеван.
На събора на шарурското население за издигане на кандидатура на Гейдар Алиев, е изразено несъгласие с приетото решение за „ценз за възраст“ и на 24 април 1992 г. пред сградата на Върховния съвет се провежда исторически митинг. Аждар Исмайлов като съорганизато на митинга по време на първото си изказване призовава народа към бдителност и за сплотяване около Г. Алиев за предотвратяване на бъдещи трагедии.
След митинга Аждар Исмайлов по покана на Г. Алиев се среща с него в Нахичеван. Той подробно разказва на Алиев за критични политически събития в Баку. На срещата предлага да създаде нова партия като единствен изход за народа от положението на хаос.
С тази цел през август 1992 г. той създава инициативна група „Привърженици на Гейдар Алиев“, съставена от интелигенти от Шарурския район, и разделя територията на района на окръзи. В продължение на няколко месеца А. Исмайлов включва в списъка повече от 2000 привърженици. Тази дейност на шарурци става историческа основа за учредителна конференция на Новата азербайджанска партия (НАП), която се провежда в Нахичеван на 21 ноември 1992 г.
На 9 декември 1992 г. във вестник „Сес“ („Глас“) се публикува изявление на Аждар Исмайлов „Лидерът на нашата партия е народ“, в което се представя всенародната същност на Новата азербайджанска партия.
На 4 октомври 1994 г. Исмайлов взема активно участие в работата на президентството за предотвратяване на опити за държавен преврат в Баку.
Общонародната подкрепа за Гейдар Алиев спасява властта. На следващия ден, когато в зори Г. Алиев излиза от работния си кабинет, го съпровождават шейх юл-ислям Аллахшукюр Пашазаде, Джалал Алиев и Аждар Исмайлов.
На 5 октомври 1994 г. стотици хиляди хора се събират на площад „Азадлъг“ на митинг, който се провежда по указание на Г. Алиев. Съорганизатор на този митинг за порицание на опитите за държавен преврат е Аждар Исмайлов.